# 周裔先
周裔先（1540年—？），字朝采，號楊川，廣東廣州府南海縣人，民籍，明朝政治人物。

## 生平
嘉靖四十三年（1564年）甲子科廣東鄉試第九名舉人，隆慶五年（1571年）中式辛未科會試第二百二名，三甲第一百三十九名進士。兵部觀政，授福建侯官縣知縣，丁憂歸。萬曆六年（1578年）補直隸潁上縣知縣，八年（1580年）升河南汝寧府同知，十三年升户部员外郎、广西司郎中，十七年（1589年）升廣西桂林府知府，二十一年（1593年）閏十一月升福建鹽運使，二十七年（1599年）二月升甘肅行太僕寺卿，次年准致仕。

## 家族
曾祖周景彬；祖父周昺；父周楫，母勞氏。慈侍下。兄周裔登、周裔遷。